# Pokrewieństwo żartobliwe
Pokrewieństwo żartobliwe – termin z zakresu antropologii, odnoszący się do szczególnej formy zinstytucjonalizowanej interakcji między dwojgiem ludzi. Zjawisko to jako pierwszy poddał analizie brytyjski antropolog kulturowy Alfred Radcliffe-Brown w 1940 roku. Pokrewieństwo żartobliwe zawiera w sobie takie zrytualizowane zachowania, jak wyśmiewanie, unikanie, czy wymiana darów. W Afryce Zachodniej (szczególnie zaś na Mali) uważa się je za posiadające wielowiekową tradycję zjawisko kulturowe, które nosi nazwę sanankuya.